# Hafslo
Hafslo är en tätort i Lusters kommun i Vestland fylke i västra Norge. Orten ligger vid fylkesväg 55 och utgjorde tidigare centralort i dåvarande Hafslo kommun i Sogn og Fjordane fylke.